# Bedřichov, Jablonec nad Nisou
Bedřichov là một làng thuộc huyện Jablonec nad Nisou, vùng Liberecký, Cộng hòa Séc.